# 圖廳大道站
圖廳大道站（英語：Tooting Broadway tube station）是倫敦地鐵的一個車站，位於南倫敦旺茲沃思區圖廳，圖廳高街和米查姆站的路口。圖廳大道站是北線的車站，位於倫敦第3收費區。車站開通於1926年9月13日。 